# Suite (Architektur)
Eine Suite (frz. suite = „Folge, Abfolge“) ist eine Folge von Räumen ähnlicher Funktion und höheren Ausstattungsstandards, die untereinander verbunden, bzw. nur durch Türen getrennt, gemeinsam eine abgeschlossene Nutzungseinheit bilden.

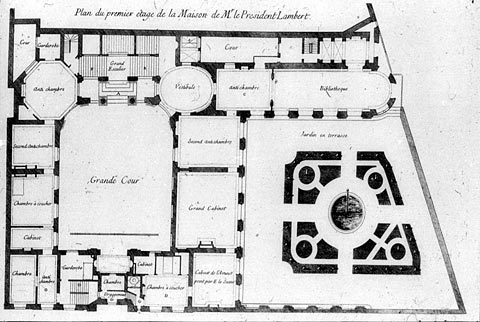
Louis Le Vau: Hôtel Lambert, Paris, Plan mit Grundriss der ersten Etage (um 1640) und ihren Zimmerfluchten oder Suiten

Repräsentative Zimmerfolgen sind ein typisches Ausstattungsmerkmal auch von größeren Wohnungen aus dem Historismus, sogenannten Gründerzeitwohnungen, bei denen zwei oder drei Zimmer, durch mittig angeordnete zweiflügelige Flügel- oder Schiebetüren verbunden, ineinander übergehen.

## Begriff
Der Begriff Suite stammt aus der Architektur des französischen Barock, als in den zunehmend größer werdenden Schlossanlagen Suiten für einzelne Nutzergruppen, Funktionen oder Familien geschaffen wurden. Der Begriff wurde (ähnlich wie der Name der gesamten Branche) von der wenig später aufblühenden Hotellerie übernommen und ist heutzutage nur noch in diesem Kontext gebräuchlich.

### Abgrenzung
In der historischen Architektur gibt es auch die Enfilade als besondere Suite-Zimmerfolge seit der Barockzeit, bei der mehrere Zimmer an einer Türflucht gereiht sind.

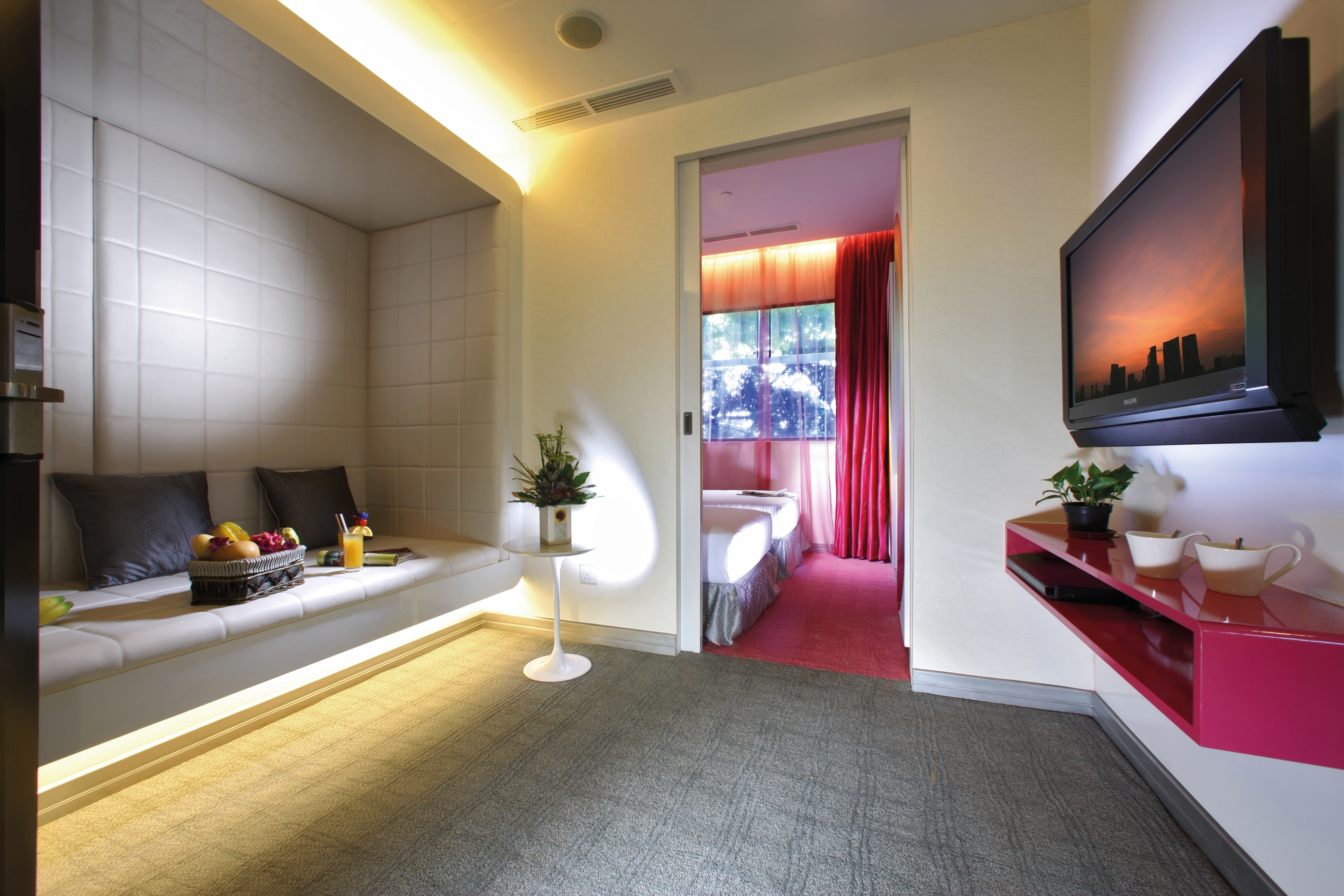
Hotelsuite mit Wohn- und Schlafzimmer

## Moderne Hotelsuiten
Im Hotelgewerbe bezeichnet man als Suite eine Folge von mindestens zwei Aufenthaltsräumen zu Schlaf-, Wohn- oder Arbeitszwecken, die zusammen mit mindestens einem vollwertigen Badezimmer mit WC eine gemeinsame, abgeschlossene Nutzungseinheit bildet. Besonders große oder aufwendig ausgestattete Suiten werden gerne als Executive Suite, Präsidenten- oder Fürstensuiten bezeichnet und tragen oft phantasievolle Namen.
In Nordamerika bezeichnet Suite dagegen oft ein Hotelzimmer, in dem Wohn- und Schlafbereich durch einen Raumteiler zwar funktional und visuell, aber nicht als selbstständige Zimmer durch eine Tür geschieden sind.
Suiten können außer Wohn- und Schlafräumen auch eine Küche, Büros, Konferenzräume, weitere Bäder, eine Sauna, einen Vorraum oder auch Räume für eigenes Dienstpersonal umfassen. In Nordamerika findet man Suiten mit vollständig eingerichteter Küche in Apartment-Hotels.

## Bezeichnungen
Raumeinheiten, die vom Regelgrundriss eines Hotelzimmers deutlich nach oben abweichen oder durch andere Einrichtungen herausgehoben sind, ohne aber die Definition einer Suite voll zu erfüllen, werden in der Hotellerie in der Regel als Junior-Suiten bezeichnet. Hotels, die ausschließlich Suiten anbieten, heißen All-Suites-Hotels. Auch in Übergangsformen der Hotellerie zum Wohnungsmarkt wie Boardinghouses, Apartmenthotels oder Wohnstiften stellen Suiten meist die anspruchsvollste Angebotskategorie des Hauses dar.